# Independência do Peru
A Independência do Peru foi proclamada pelo general argentino José de San Martín, em 28 de julho de 1821, que também foi o primeiro presidente do Peru, cargo que ocupou do dia da independência até o dia 20 de setembro de 1822.
A independência peruana foi resultado de um lento processo de desentendimento entre a elite local (chamada elite criolla) e o Império espanhol.

## Resumo
A Independência do Peru foi um capítulo importante nas guerras de independência hispano-americanas. Foi um processo histórico e social, que corresponde a todo um período de fenômenos sociais, revoltas e conflitos militares que levaram à independência política e ao surgimento da República Peruana como um Estado independente da monarquia espanhola , resultado da ruptura política e do desaparecimento do Vice - Reino do Peru pela convergência de várias forças libertadoras e a ação dos exércitos patrióticos.
Os antecedentes mais remotos de um desejo de independência no Peru podem ser vistos nas tentativas de alguns dos primeiros conquistadores espanhóis de se libertarem do governo do rei de Castela. Então, ao longo do século XVIII, houve vários movimentos indígenas e manifestações contra a dominação colonial e o tratamento das autoridades coloniais, alguns dos quais se tornaram rebeliões autênticas. A aplicação das reformas Bourbon aumentou o mal-estar e a insatisfação que seu estourou teve com a rebelião de Tupac Amaru II, que culminou em violenta repressão por parte das autoridades do vice-reinado, embora o descontentamento da população permanecesse latente. Discute-se se esses movimentos devem ser considerados como precedentes da emancipação realizada por lideranças e povos do Peru e de outros países do continente americano.
Quando ocorreu a invasão francesa da Espanha, os reis espanhóis Carlos IV e seu filho Fernando VII abdicaram do trono em favor do imperador francês Napoleão Bonaparte, que deu a coroa a seu irmão, José Bonaparte. Como consequência da ocupação francesa, deu-se a Guerra da Independência Espanhola e, em várias partes da América espanhola, foram criadas juntas de governo autônomas que disputavam a hegemonia sem tentar mudar a ordem colonial. Foi então que o vice-rei Abascal fez o Exército Real do Peru, e o vice-reino peruano, a base da contrarrevolução ante os patriotas do Alto Peru, Quito, Chile e do Río de la Plata. As primeiras rebeliões autônomas peruanas surgiram a partir de 1811, no contexto do descontentamento indígena e da colaboração crioula com a revolução do Rio da Prata, embora não tenham alcançado a liberdade do país.
Em 1820, a Expedição Libertadora do Peru sob o comando do general argentino José de San Martín desembarcou no Peru vindo do Chile. Com a retirada dos monarquistas de Lima, o general San Martin proclamou a independência do Estado peruano em 28 de julho de 1821, e sob seu protetorado foi formado o primeiro Congresso Constituinte do país. Com a Guerra de Maynas, o leste peruano foi pacificado em 1822. Diante da negativa de enfrentar o projeto unificador do libertador Simón Bolívar, San Martín é obrigado a se retirar do Peru enquanto a jovem república travava uma guerra de resultados incertos contra os redutos monarquistas no interior do país, situação que propiciou a chegada ao Peru da corrente libertadora do norte. Finalmente, em 1824, as batalhas de Junín e Ayacucho aconteceram, culminando com a capitulação do exército monarquista e o fim do Vice-Reino do Peru.
Como consequência da independência do Peru, em abril de 1825, a campanha de Sucre no Alto Peru foi concluída e, em novembro do mesmo ano, o México conquistou a capitulação do bastião espanhol de San Juan de Ulúa na América do Norte. Finalmente, em janeiro de 1826 , as fortalezas espanholas de Callao e Chiloé caíram. A Espanha renuncia em 1836 a todos os seus domínios continentais americanos.